# Christina Perchtold
Christina Perchtold (Klagenfurt, 11 mei 1993) is een Oostenrijkse wielrenster.
In 2016 won ze het Oostenrijks kampioenschap wielrennen op de weg. In dat jaar maakte ze deel uit van de Oostenrijkse selectie tijdens de Europese kampioenschappen wielrennen 2016 en werd ze 28e op het wereldkampioenschap in Doha, Qatar. In 2017 nam ze ook deel aan het wereldkampioenschap in het Noorse Bergen en werd ze 13e op het Europees kampioenschap. Eerder dat jaar werd ze vijfde in het eindklassement van Gracia Orlová. In 2017 reed ze voor Cervélo-Bigla en in 2018 en 2019 bij de Belgische wielerploeg Health Mate-Cyclelive.
Perchtold is ook werkzaam bij de Oostenrijkse politie.

## Palmares
2014
- Oostenrijks kampioenschap op de weg, elite

2015
- Oostenrijks kampioenschap op de weg, elite

2016
- Oostenrijks kampioen op de weg, elite

2017
- Oostenrijks kampioenschap op de weg, elite

2019
- 2e in GP Alanya